# Чак Адамс
Чак Адамс (англ. Chuck Adams; нар. 23 квітня 1971) — колишній американський тенісист.
Найвищу одиночну позицію світового рейтингу — 34 місце досяг 6 лютого 1995, парну — 313 місце — 15 червня 1991 року.
Здобув 1 одиночний титул.
Найвищим досягненням на турнірах Великого шолома було 4 коло в одиночному розряді.
Завершив кар'єру 1997 року.

## Фінали турнірів ATP за кар'єру

### Одиночний розряд: 4 (1–3)
| Легенда                                          |
| ------------------------------------------------ |
| Турніри Великого шолома (0–0)                    |
| Фінали Світового туру ATP (0–0)                  |
| Фінали Світового туру серії Мастерс ATP (0–0)    |
| Фінали Світового туру серії Чемпіоншип ATP (0–0) |
| Фінали Світової серії Світового туру ATP (1–3)   |

| Титули за покриттям |
| ------------------- |
| Тверде (1–2)        |
| Ґрунт (0–0)         |
| Трава (0–0)         |
| Килим (0–1)         |

| Титули за типом корту |
| --------------------- |
| Відкритий (1–2)       |
| Закритий (0–1)        |

| Результат | В-П | Дата     | Турнір                | Рівень        | Покриття | Суперник         | Рахунок  |
| --------- | --- | -------- | --------------------- | ------------- | -------- | ---------------- | -------- |
| Перемога  | 1–0 | Кві 1993 | Сеул, Південна Корея  | Світова серія | Тверде   | Тодд Вудбрідж    | 6–4, 6–4 |
| Поразка   | 1–1 | Сер 1994 | Скенектаді, США       | Світова серія | Тверде   | Якко Елтінг      | 3–6, 4–6 |
| Поразка   | 1–2 | 1994     | Москва, Росія         | Світова серія | Килим    | Олександр Волков | 2–6, 4–6 |
| Поразка   | 1–3 | Січ 1995 | Окленд, Нова Зеландія | Світова серія | Тверде   | Томас Енквіст    | 2–6, 1–6 |

## Фінали ATP Челленджер і ITF Ф'ючерс

### Одиночний розряд: 6 (4–2)
| Легенда              |
| -------------------- |
| ATP Челленджер (4–2) |
| ITF Ф'ючерс (0–0)    |

| Фінали за покриттям |
| ------------------- |
| Тверде (3–2)        |
| Ґрунт (1–0)         |
| Трава (0–0)         |
| Килим (0–0)         |

| Результат | В-П | Дата     | Турнір              | Рівень     | Покриття | Суперник      | Рахунок       |
| --------- | --- | -------- | ------------------- | ---------- | -------- | ------------- | ------------- |
| Поразка   | 0–1 | Вер 1990 | Вістлер, Канада     | Челленджер | Тверде   | Стів Девріс   | 6–3, 5–7, 5–7 |
| Поразка   | 0–2 | Гру 1990 | Гуам, Гуам          | Челленджер | Тверде   | Джеймі Морґан | 2–6, 6–7      |
| Перемога  | 1–2 | Лип 1991 | Аптос, США          | Челленджер | Тверде   | Браян Шелтон  | 6–3, 6–4      |
| Перемога  | 2–2 | Кві 1992 | Нагоя, Японія       | Челленджер | Тверде   | Деніел Нестор | 7–6, 6–3      |
| Перемога  | 3–2 | Сер 1992 | Віннетка, США       | Челленджер | Тверде   | Стів Браян    | 6–4, 6–4      |
| Перемога  | 4–2 | Чер 1994 | Ташкент, Узбекистан | Челленджер | Ґрунт    | Філіп Девулф  | 6–4, 4–6, 7–6 |

## Досягнення
| W | Ф | ПФ | ЧФ | #Р | КТ | К# | DNQ | A | NH |

### Одиночний розряд
| Турніри Великого шлему                 |     |     |     |     |     |     |     |        |      |     |
| Відкритий чемпіонат Австралії з тенісу |     |     | 1р  | 1р  |     | 1р  | 2р  | 0 / 4  | 1–4  | 20% |
| Відкритий чемпіонат Франції з тенісу   |     |     |     | 1р  | 1р  |     |     | 0 / 2  | 0–2  | 0%  |
| Вімблдонський турнір                   |     | К2р | К2р | 1р  | 3р  |     |     | 0 / 2  | 2–2  | 50% |
| Відкритий чемпіонат США з тенісу       | 1р  | 1р  | 3р  | 4р  | 1р  |     | 1р  | 0 / 6  | 5–6  | 45% |
| В-П                                    | 0–1 | 0–1 | 2–2 | 3–4 | 2–3 | 0–1 | 1–2 | 0 / 14 | 8–14 | 36% |
| Тур ATP Мастерс 1000                   |     |     |     |     |     |     |     |        |      |     |
| Indian Wells Open                      |     |     | 1р  | К1р |     | 2р  |     | 0 / 2  | 1–2  | 33% |
| Відкритий чемпіонат Маямі з тенісу     |     |     | 2р  | 2р  | 1р  |     |     | 0 / 3  | 2–3  | 40% |
| Мастерс Канада                         |     |     | 2р  | 1р  | 3р  |     |     | 0 / 3  | 3–3  | 50% |
| Мастерс Цинциннаті                     |     |     |     | 1р  |     |     | К2р | 0 / 1  | 0–1  | 0%  |
| Мастерс Париж                          |     |     |     |     | 1р  |     |     | 0 / 1  | 0–1  | 0%  |
| В-П                                    | 0–0 | 0–0 | 2–3 | 1–3 | 2–3 | 1–1 | 0–0 | 0 / 10 | 6–10 | 38% |